# Carl Rosenberg
Carl Frederik Vilhelm Mathildus Rosenberg (* 2. Januar 1829 in Skanderborg; † 3. Dezember 1885 in Kopenhagen) war ein dänischer Publizist, Historiker und leidenschaftlicher Anhänger des Skandinavismus.

## Familie, Jugend und Ausbildung
Seine Eltern waren der Major im Wegekorps Gottfried Rosenberg und dessen Frau Sophie Christine Elisabeth Dahlén, Tochter des Solotänzers und Buchdruckers Carl Dahlén.
Am 9. Oktober 1857 heiratete er in erster Ehe Ane Louise Plum (1833–1874), Tochter des Pfarrers Peter Andreas Plum in Spjellerup. In zweiter Ehe heiratete er am 18. Mai 1877 Marie Sophie Jacobe Nissen, geborene Bindesbøll (1832–1895), Tochter des Justizrats und Amtsverwalters Jacob Hornemann Bindesbøll in Skanderborg.
Rosenberg besuchte 2 Jahre die Lateinschule in Viborg. 1846 begann er, in Kopenhagen Jura zu studieren und legte 1857 sein Examen ab. 1858 bekam er eine Stelle als Kancellist und 1863 fuldmægtig im Kirchen- und Unterrichtsministerium. Aber seine Interessen lagen auf künstlerischem Gebiet. Bereits 1850 hatte er auf eine Preisaufgabe der Universität eine Schrift über die Eigentümlichkeiten in der Dichtung Bellmans und 1860 eine Illustreret Verdenshistorie verfasst, in der der Schwerpunkt auf der Kulturgeschichte lag. 1861 promovierte er über das Rolandslied. Sein dichterisches, insbesondere metrisches Talent bewies er 1862 mit seinem tragischen Singspiel Andvares Ring, in dem er die Völsungensage dramatisierte. 1875 folgte Sjælenes Ø (Insel der Seelen), wo er indianische Mythologie in einem eigenartigen Buchstabenreim verarbeitete. In Dansk Tidsskrift, Dansk Maanedsskrift und Nordisk Universitets-Tidsskrift veröffentlichte er viele Arbeiten über skandinavische und andere Literatur.

## Publizistische Arbeit
Frühzeitig erfasst von freisinnigen und nationalen Bewegungen, dem Aufstand in Polen 1863 und ähnlichen Ereignissen, stürzte er sich mit Artikeln und Satiren in die Tagespolitik; insbesondere befasste er sich mit der schleswig-holsteinischen Frage, oft in oppositioneller Haltung, was dazu führte, dass er 1866 seine Stelle im Ministerium aufgeben musste. Er wurde Mitarbeiter bei der Zeitung Fædrelandet (Vaterland) und 1869 bis 1872 Redakteur bei der patriotisch-skandinavistischen Zeitung Heimdal. 1873 bis 1874 war er Redakteur bei Dansk Ugeblad (Dänisches Wochenblatt). Ab 1871 veröffentlichte er für „Folkeoplysningsselskabet“ (Gesellschaft für Volksbildung) eine Reihe kleiner Schriften „Træk af Livet paa Island i Fristatstiden“ (Züge aus dem Leben Islands in der Freistaatszeit; 1871), „Internationale“ (1872), „Danmark i 1848“ (1873), „Gustav Adolf“ (1879) und „Folkeudgaven af P. Palladius’ Visitatsbog“ (Volksausgabe von Peder Palladius’ Visitationsbuch; 1884).
Sein ausgeprägter Freisinn war bald von der Entwicklung in der Heimat nach 1864 enttäuscht. Er wurde ein dezidierter Gegner der Partei „Venstre“, deren Allianz mit den von ihm geschätzten Grundtvigianern er als „Alliancen mellem Aand og Uaand“ (Allianz von Geist und Ungeist) bezeichnete. Grund dafür war, dass sie in der Verteidigungsfrage eine andere Haltung als er einnahm. Er trat für eine starke militärische Erneuerung der Verteidigung der dänischen Gewässer ein. „Venstre“ wollte eher auf eine strikte Neutralitätspolitik vertrauen.
Er setzte sich sehr für die nationale Bewegung ein, unterstützte 1863 die Einführung von Altnordisch an den Schulen, forderte die Selbständigkeit Islands und kämpfte immer wieder für den all-skandinavischen Gedanken, in dem er eine Garantie für die Zukunft Dänemarks sah. 1863 verbrachte er ½ Jahr in Norwegen und Schweden. 1864 verfasste er einen Entwurf für eine Nordische Union, die der schwedische König Karl XV. im gleichen Jahr zur Grundlage der Verhandlungen machte, die er mit der dänischen Regierung führte. Den Unionsgedanken arbeitete er in seinem Artikel „Den politiske Skandinavisme“ genauer aus. 1865 war er Mitgründer von „Nordisk Samfund“. Er verfasste in der gleichen Sache 1867 bis 1869 die Reihe Blade til Menigmand fra danske Skandinaver (Blatt für den gemeinen Mann von dänischen Skandinaviern), die später in Ugeblade til Menigmand (Wochenblatt für den gemeinen Mann) überging.
1874 besuchte er im Gefolge König Christians IX. Island anlässlich des 1000-Jahr-Jubiläums. Sein Patriotismus führte zu Einschränkungen in seiner wissenschaftlichen Arbeit. So betrachtete er das Rolandslied als Beleg für den überwiegenden Einfluss der Skandinavier auf die französische Mittelalterliteratur. Sein Hauptwerk ist Nordboernes Aandsliv fra Oldtiden til vore Dage (Das Geistesleben der Bewohner des Nordens von der Frühzeit bis in unsere Tage), an dem er seit 1878 arbeitete. Bis zu seinem Tod hatte er in drei Bänden die Zeit bis 1720 behandeln können. So bedeutend diese vergleichende nordische Kultur- und Geistesgeschichte auch ist, so kamen von seiner Grundeinstellung her der Austausch mit den vielen geistigen Strömungen aus dem übrigen Europa zu kurz, und er erweckte den Eindruck, als ob sich das skandinavische Geistesleben vorwiegend aus sich selbst entwickelt habe.
1884 bekam er eine Stelle an der Universität als Dozent für nordische Sprachen und Literatur, erkrankte aber bald darauf und starb im folgenden Jahr.